# Троицкое (Амурская область)
Тро́ицкое — село в Ивановском районе Амурской области, Россия. Образует Троицкий сельсовет. 

## География
Село Троицкое стоит на левом берегу реки Белая, примерно в 10 км до впадения её в Зею.
Село Троицкое расположено к северу от районного центра Ивановского района села Ивановка.
Автомобильная дорога к селу Троицкое идёт на северо-запад от села Среднебелая через село Приозёрное.
Село Среднебелая расположено вблизи автодороги областного значения Благовещенск — Белогорск, расстояние от Троицкого до трассы — 20 км.
Расстояние до Ивановки (через Берёзовку) — 60 км.

## Население
| 2002 | 2010 | 2012 | 2013 | 2014 | 2015 | 2016 |
| ---- | ---- | ---- | ---- | ---- | ---- | ---- |
| 510  | ↘448 | ↘432 | ↘406 | ↘401 | ↗404 | ↘395 |
| 2017 | 2018 |      |      |      |      |      |
| ↗400 | ↗406 |      |      |      |      |      |

## Инфраструктура
- Сельскохозяйственные предприятия Ивановского района. До Благовещенска 100 км.

## Русская православная церковь
Свято-Троицкий мужской монастырь.